# Alessandro Longhi

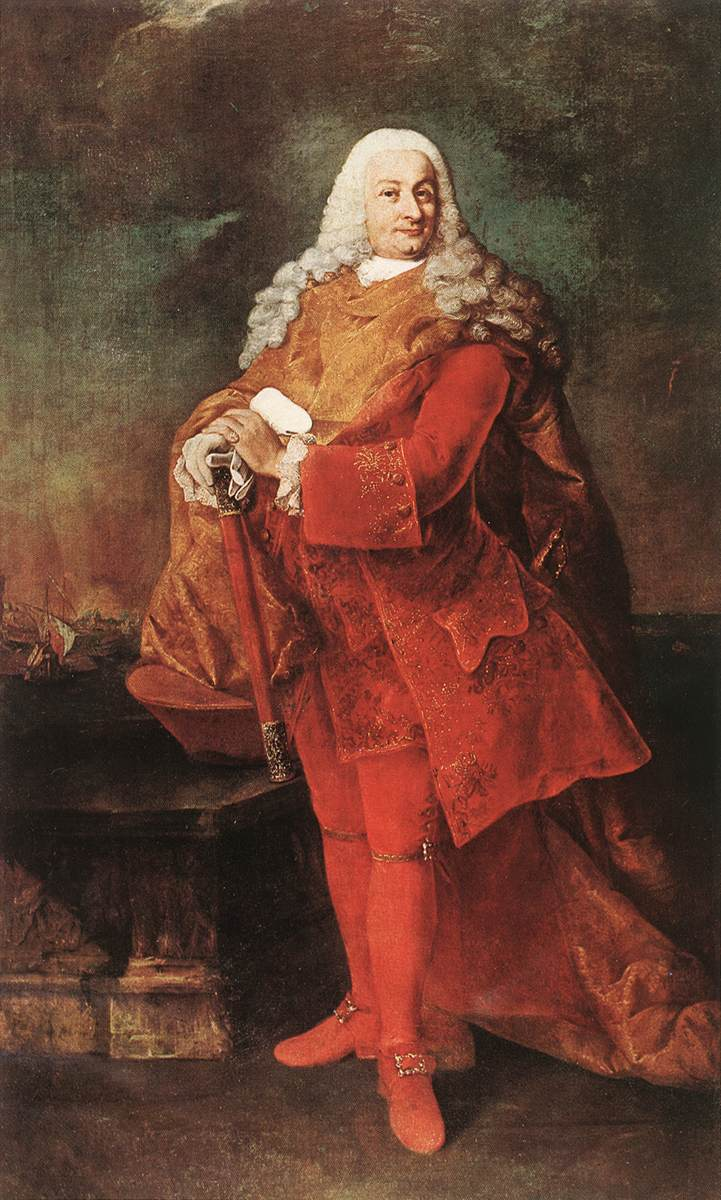
Portret van Jacopo Gradenigo uit 1778-1781

Alessandro Longhi (Venetië, 12 juni 1733 - aldaar, november 1813) was een Italiaans kunstschilder en graficus. Hij werd bekend door zijn geschilderde portretten van Venetiaanse staatslieden en maakte daarnaast reproducties van schilderijen in de etstechniek. Zijn werk wordt gerekend tot de rococo.
Hij werd opgeleid door zijn vader, de beroemde genreschilder Pietro Longhi en door Giuseppe Nogari (1699–1763). Zijn eerste tentoonstelling vond plaats in 1757 en reeds een jaar later had hij zijn naam gevestigd met portretten van de doge-familie Pisani.
In 1759 werd hij lid van de Accademia. In 1762 verscheen zijn boek Compendio delle Vite de’ Pittori Veneziani Istorici piu rinomati del presente secolo met levensbeschrijvingen van kunstenaars uit Venetië.
Net als Sebastiano Bombelli in de voorafgaande eeuw trok Longhi de aandacht met zijn portretten 'ten voeten uit', waarin duidelijk de symbolen van de macht te herkennen zijn zoals ambtskleding, uniformen en insignes. Hij had bijzondere aandacht voor de stofuitdrukking van de kleding, die veelal in sprekende kleuren werd uitgevoerd.
Volgens de kenner Olimpia Theodoli toont de werkwijze van zijn etsen dat hij de prenten van Rembrandt goed bestudeerd had.

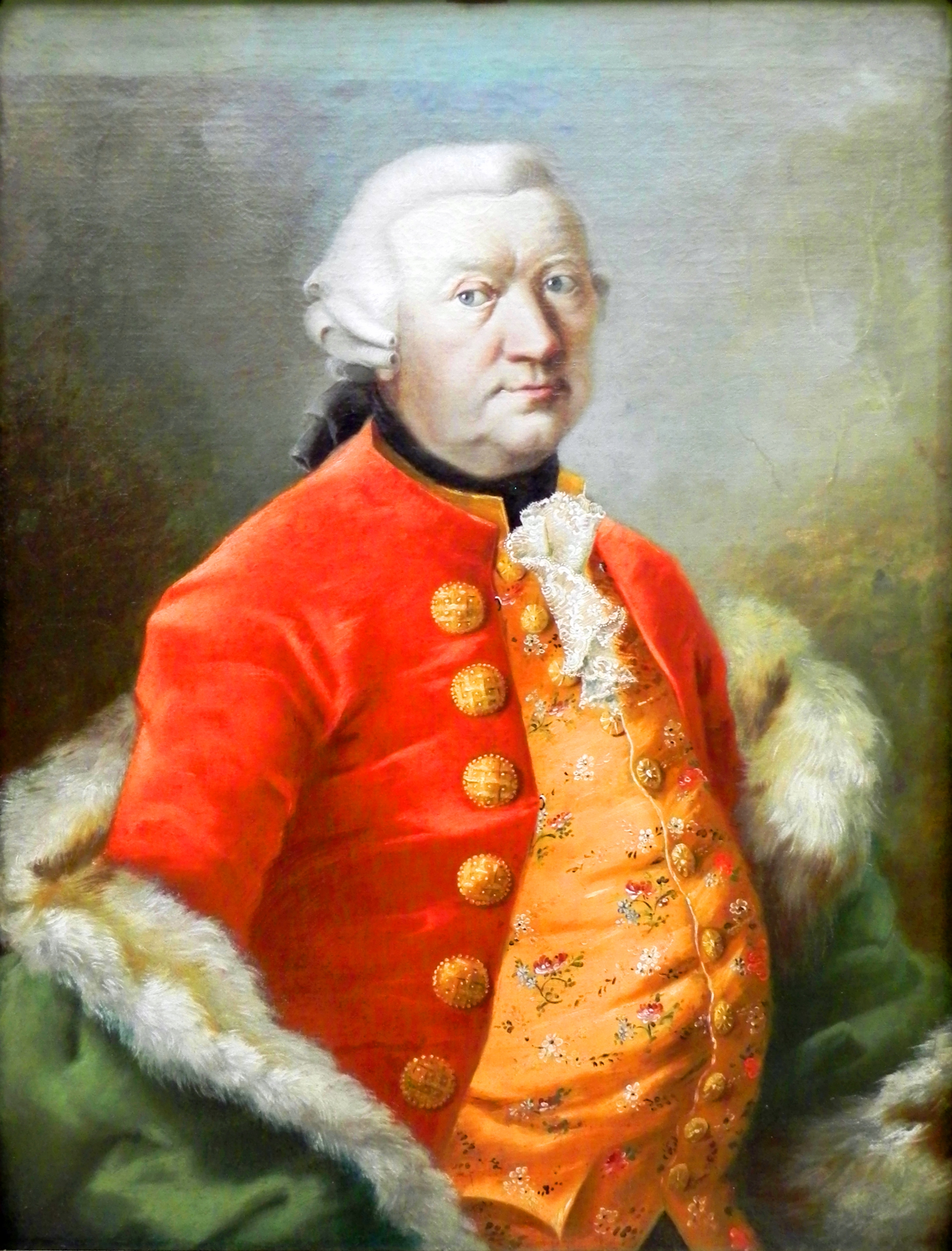
Een paar, 1 van 2
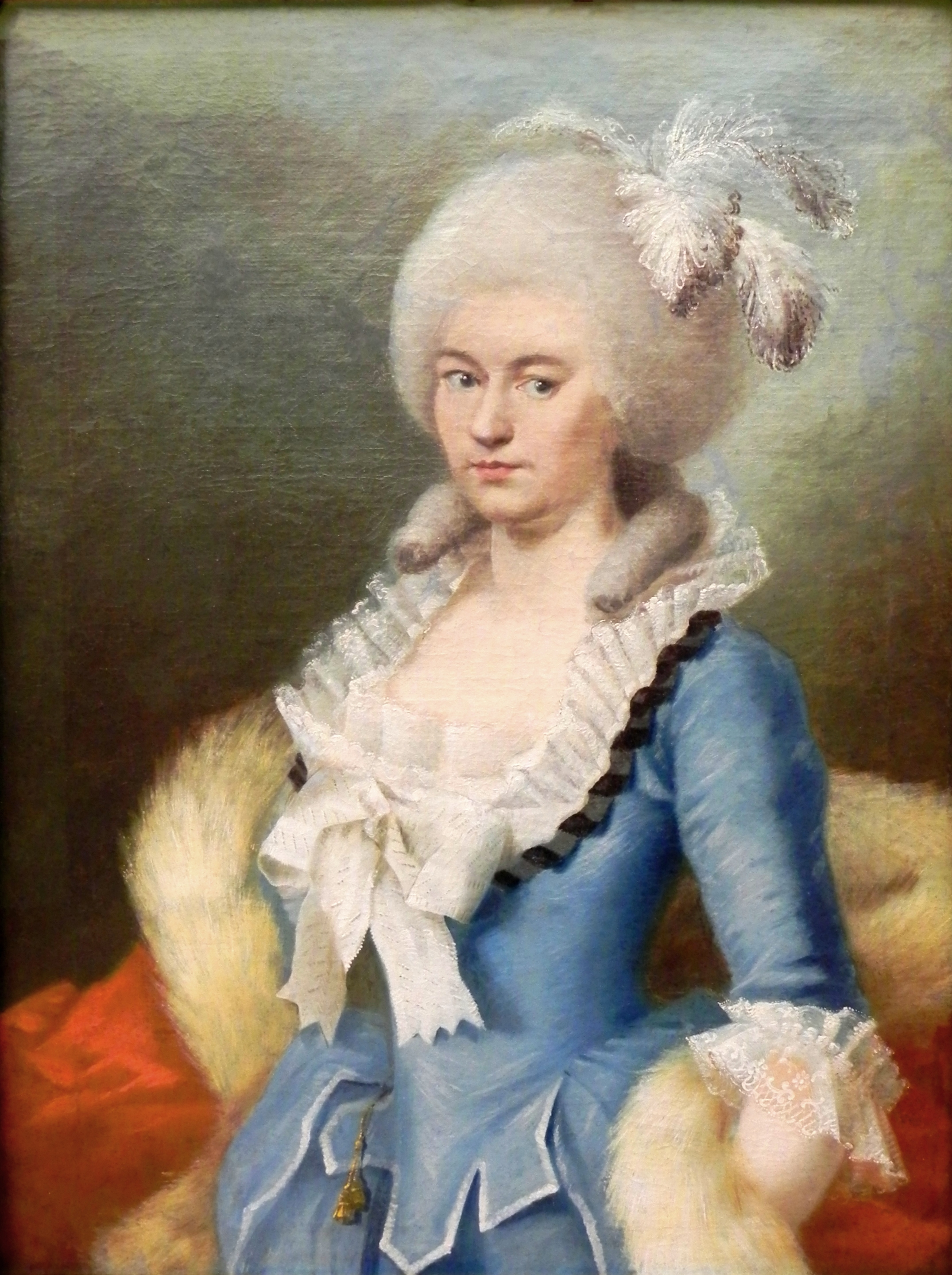
Een paar, 2 van 2
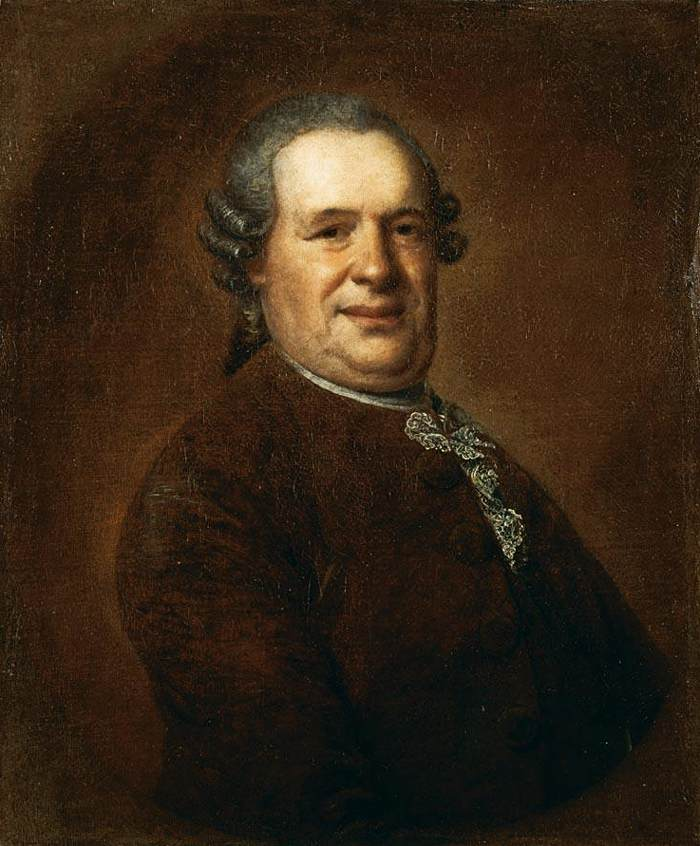
Portret van een heer
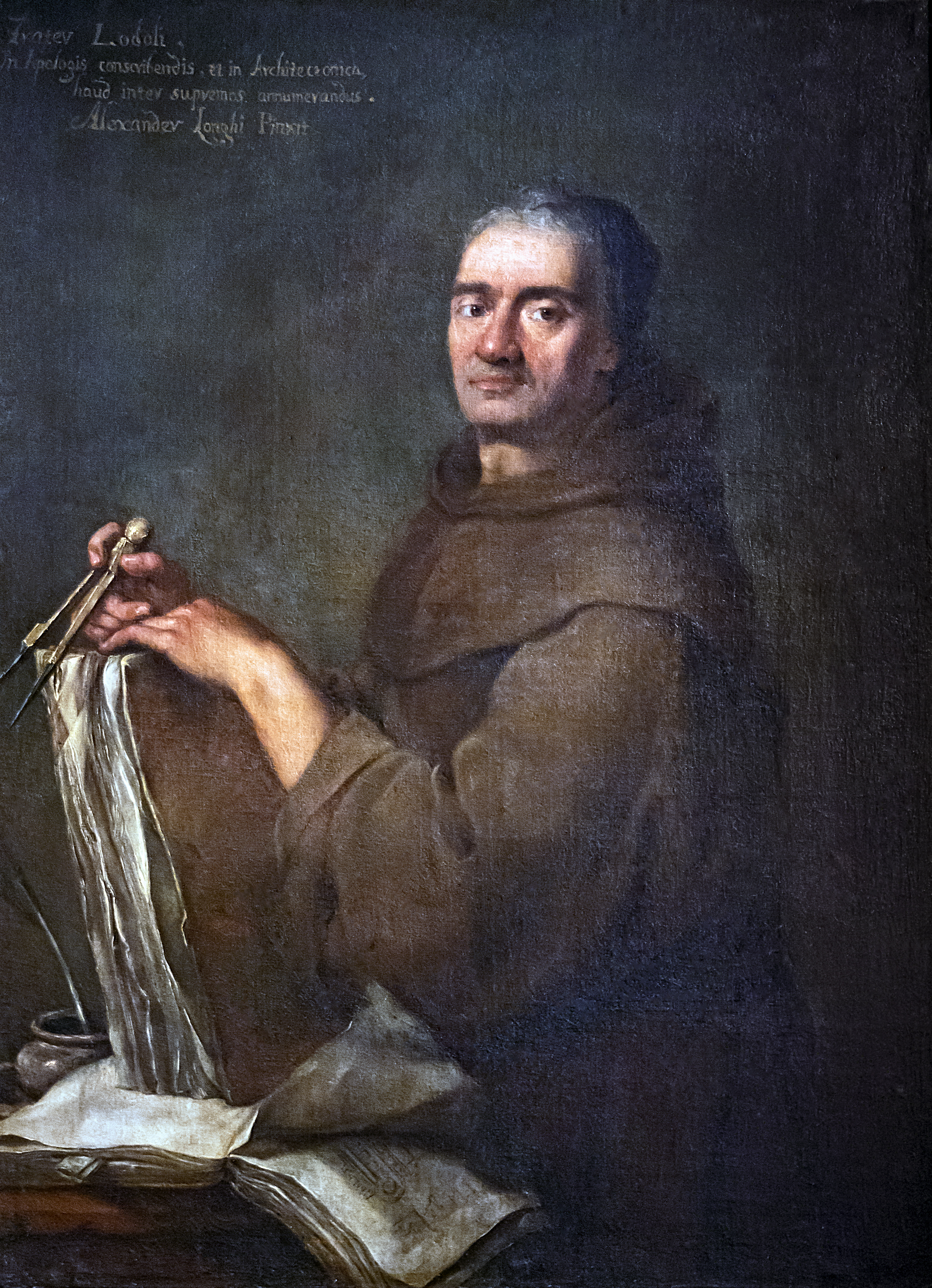
Carlo Lodoli
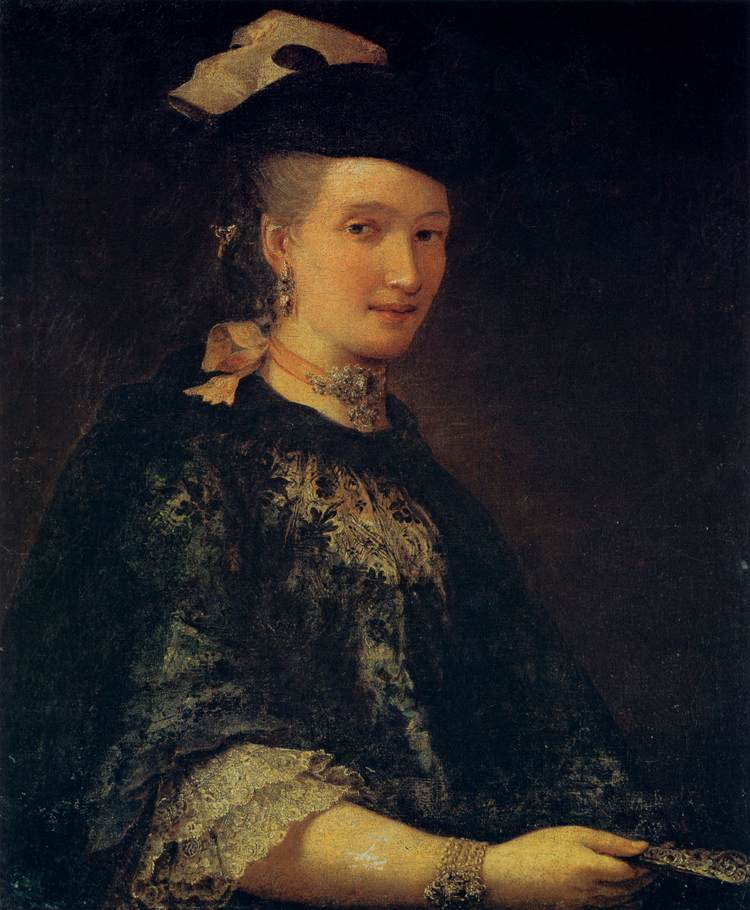
Portret van een dame
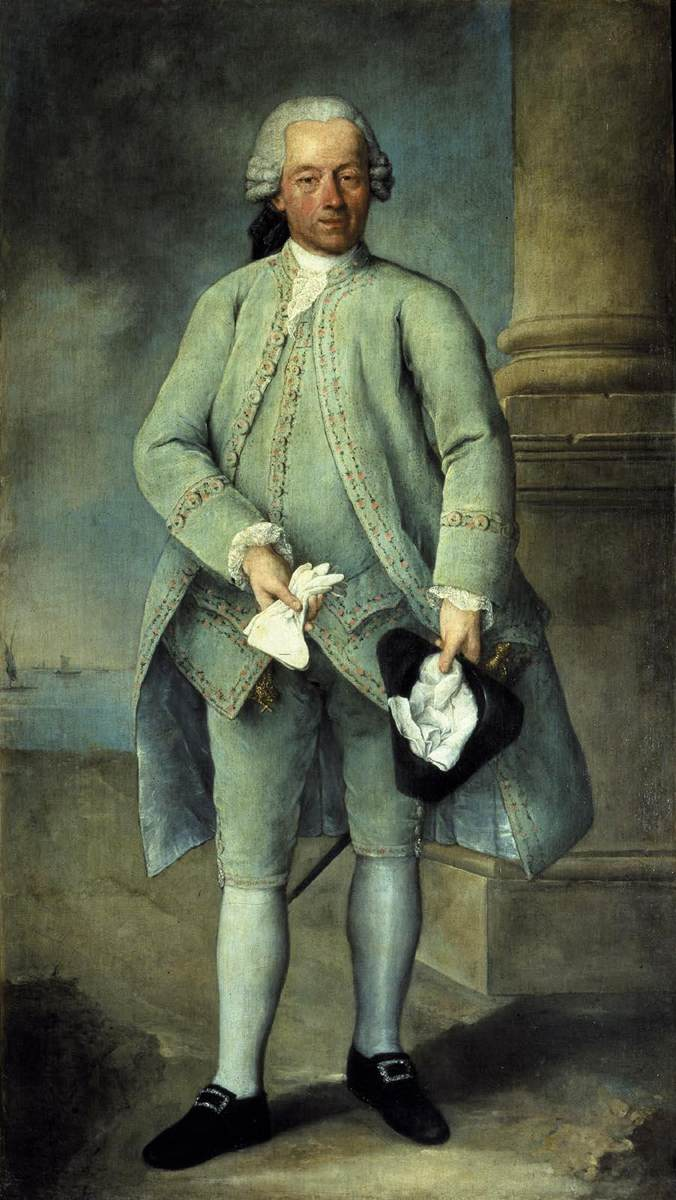
Portret van een heer
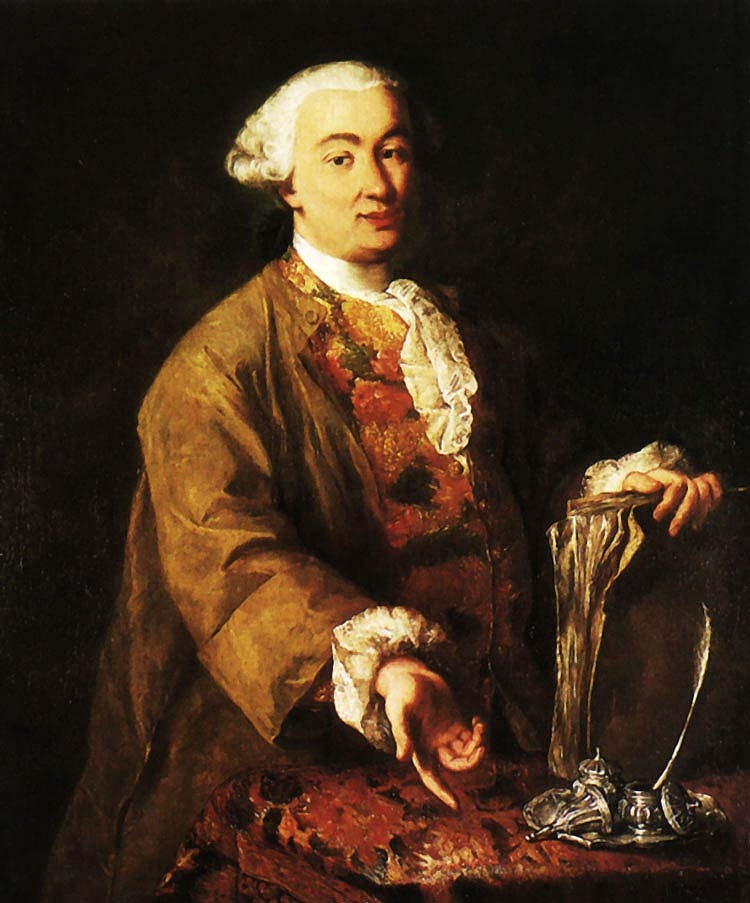
Carlo Goldoni
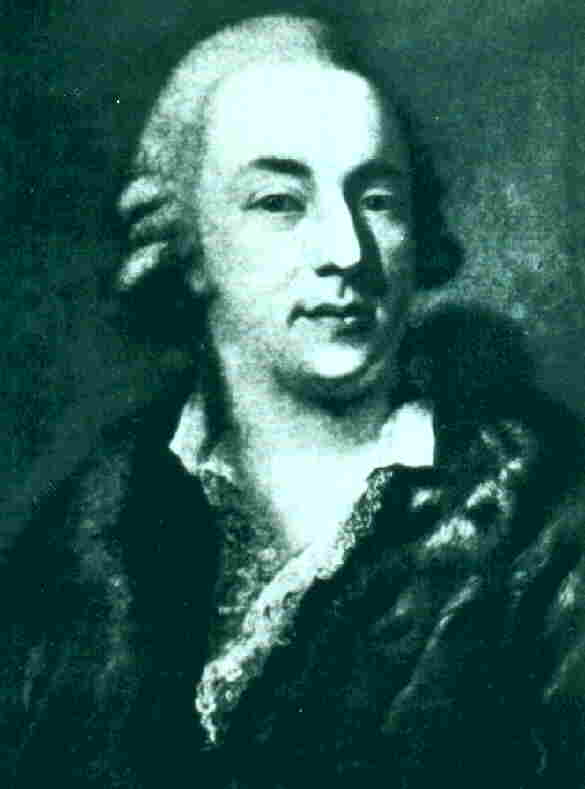
Giacomo Casanova